# Рашковський Нухим Миколайович
Нухим Миколайович Рашковський (рос. Нухим Николаевич Рашковский; (18 квітня 1946 , Свердловськ  — 14 березня 2023 , Єкатеринбург ) — російський шахіст і шаховий тренер, гросмейстер від 1980 року.

## Життєпис
В шахи почав грати у Свердловському Палаці піонерів, одній з багатьох підготовчих шкіл для найталановитіших молодих гравців у РРФСР.
Неодноразовий учасник чемпіонату СРСР від 1972 до 1991 року, коли той турнір відбувся востаннє. Загалом взяв участь вісім разів, найкращий виступ припадає на 1986 рік — 8-ме місце. Дворазовий переможець чемпіонату РРФСР, 1974 року в Тулі і 1976 року в Новосибірську.
У 1974 році взяв участь у командній першості спортивного товариства «Спартак» і разом з Альбертом Капенгутом показав найкращих результат в особистому заліку 5½/7. Цікаво, що повні результати піддались цензурі з боку влади і залишалися такими упродовж багатьох років, тому що обидва гравці завершили турнір попереду Тиграна Петросяна і вважали, що не в національних інтересах розкривати навіть цю відносно невелику невдачу екс-чемпіона світу.
Просуваючись у рейтингу, 1976 року Рашковський отримав титул міжнародного майстра, 1980 року — гросмейстера. Досягнув низки турнірних успіхів, зокрема: посів 1-ше місце в Сочі 1979, поділив 2-ге місце в півфіналі Чемпіонату СРСР 1985 в Актюбінську, поділив 3-тє місце 1986 року в Куйбишеві, поділив 2-ге місце 1987 року у Врнячці Бані, поділив 2-ге місце 1988 року в Стокгольмі (Кубок Рілтона). Його найкращий виступ припадає на чемпіонат Москви 1982, де він поділив перемогу з Давидом Бронштейном. Виграв чемпіонат Європи серед ветеранів 2007 у Гоккенгаймі, набравши однакову кількість очок з Альгімантасом Бутнорюсом, але здобувши перемогу на тай-брейку (попереду, зокрема, Марка Цейтліна і Вольфганга Ульманна).
Хоча і менш активні на міжнародному рівні, продовжує брати участь у внутрішніх змаганнях і був граючим тренером досить успішного клубу «Урал» (Єкатеринбург) у вищій лізі чемпіонату Росії і в клубному кубку Європи.
Упродовж багатьох років був тренером на найвищому рівні. Петро Свідлер каже з великою повагою про його роботу з національною збірною, відзначаючи його оптимізм, енергію і гарний настрій, які оточували табір збірної на шахових олімпіадах. Менш позитивно відгукується шаховий коментатор Володимир Дворкович, який сказав, що Рашковський у всіх аспектах поступався своєму американському колезі Яссерові Сейравану, коли Росія програла матч нового століття 2002 року Росія проти решти світу.
2008 року Рашковського призначили директором Уральської шахової академії. Почавши свою кар'єру в подібному закладі, його мета-відтворити ті ж можливості для талановитих дітей сьогоднішнього дня. Академія навчає не лише шахів, але охоплює цілу низку інтелектуальних видів спорту для потреб розвитку.
Помер 14 березня 2023 року.